# Catedral de Wurtzburgo
A Catedral de Wurtzburgo ou de Vurzburgo é uma catedral católica, situada em Wurtzburgo, na Baviera, Alemanha. O edifício é em estilo românico.